# Parathesis subcoriacea
Parathesis subcoriacea är en viveväxtart som beskrevs av Cyrus Longworth Lundell. Parathesis subcoriacea ingår i släktet Parathesis och familjen viveväxter. Inga underarter finns listade i Catalogue of Life.